# Al-Ta'i'
Abū Bakr ʿAbd al-Karīm al-Ṭāʾiʿ liʾllāh (in arabo أبو بكر عبد الكريم الطائع بالله‎?; Baghdad, 932 – Baghdad, 3 agosto 1003) è stato califfo abbaside dal 974 al 991, succeduto al padre al-Muti, costretto ad abdicare a causa di una paralisi. Fu a sua volta costretto ad abdicare nel 991. I visir Buwayhidi misero sul trono il cugino al-Qadir, figlio al-Muttaqi.
Nel 974 l'imperatore bizantino Giovanni I Zimisce condusse una campagna di successo in Anatolia, conquistò Diyarbakır e il 12 ottobre costrinse gli abitanti di Nisibis ad evacuare la città. L'emiro hamdanide di Mosul, Abu Taghlib, si sottomise all'imperatore. Sembra che Giovanni I fu inizialmente interessato a condurre una spedizione contro Baghdad, ma poi vi rinunciò.
Nella primavera del 975 l'imperatore avviò una grande campagna in Siria. Partì da Antiochia nel mese di aprile, riuscendo a conquistare Homs, che accettò di sottomettersi e pagare un tributo senza opporre resistenza, stessa sorte toccò ad Apamea e Baalbek che venne severamente punita per aver tentato di resistere. Costrinse anche il governatore di Damasco a pagargli un tributo. Poi si diresse verso la Palestina. Si impossessò di Tiberiade, Beirut, Nazaret, Acri, Cesarea e del Monte Tabor. Gerusalemme sembrava a portata di mano, però rinunciò a conquistarla.
La presenza di guarnigioni Fatimidi nelle città costiere (Tripoli) costrinse l'imperatore a mantenere molte truppe nella regione e a garantirne l'approvvigionamento. La scarsa fedeltà degli emiri islamici unitamente al fatto che Giovanni I non si preoccupò di consolidare le sue conquiste dimostrarono presto i scarsi risultati della spedizione.
La Siria in seguito venne divisa tra Fatimidi, turchi e Carmati. Nei domini Buwayhidi scoppiò una guerra civile.
Dopo diciassette anni di califfato al-Ta'i' venne rimosso dal suo incarico e imprigionato dai suoi visir.
Al-Qadir, figlio di al-Muttaqi e nipote di al-Muqtadir, venne richiamato dal suo esilio e nominato Califfo nel 991.